# Emmanuel Dahl
 (novembre 2018).
Si vous disposez d'ouvrages ou d'articles de référence ou si vous connaissez des sites web de qualité traitant du thème abordé ici, merci de compléter l'article en donnant les références utiles à sa vérifiabilité et en les liant à la section « Notes et références ».
Pour les articles homonymes, voir Dahl.
Emmanuel Dahl est un chanteur français, né le 14 avril 1973 à Lyon. 
Il est la voix chantée de nombreux dessins animés produits par Walt Disney Pictures.

## Biographie
Emmanuel Dahl est auteur, compositeur, interprète.
Il apprend en autodidacte le piano et intègre à Paris l'un des plus grands studios d'enregistrement en tant qu'assistant ingénieur du son où il travaille avec Céline Dion, Jean-Jacques Goldman...
Sa voix le fait remarquer par des producteurs et il enregistre des jingles publicitaires, des génériques de films et de dessins animés.
À cette époque, il est également choriste de différents artistes comme Ophélie Winter, Estelle Hallyday, Johnny Hallyday…

### Voix officielle Disney
Engagé par les studios Disney, il interprète la voix française chantée dans plusieurs longs-métrages d'animation :
- Aladdin et le Roi des voleurs (voix chantée d’Aladdin / voix parlée : Guillaume Lebon) :
  - Tombé du ciel, en duo avec Karine Costa,
  - C'est la fantasia à Agrabah ;
- Hercule (voix chantée d’Hercule / voix parlée : Emmanuel Garijo) :
  - Le Monde qui est le mien ;
- Le Roi lion 2 : L'Honneur de la tribu (voix chantée de Kovu / voix parlée : Cédric Dumond) :
  - L'amour nous guidera, en duo avec Brenda Hervé ;
- La Belle et le Clochard 2 (voix chantée de Scamp / voix parlée : Emmanuel Garijo) :
  - L'Appel de la rue,
  - Un monde sans barrières,
  - Je n'avais jamais ressenti ça, en duo avec Veronica Antico,
  - La Famille avec Veronica Antico, Bénédicte Lecroart et Olivier Constantin ;
- Le Sortilège de Cendrillon (voix chantée du Prince / voix parlée : Damien Boisseau) :
  - Une très belle année avec Karine Costa ;
- Raiponce (voix chantée de Flynn Rider / voix parlée : Romain Duris) :
  - Je veux y croire avec Maeva Méline.
- Abc et Magie: Les aventures de Caleb Vega (voix chantée de Caleb)

Il joue en 2004 au Parc Disneyland dans le spectacle Mickey's ShowTime.
En 2023, il participe au concert évènement Disney 100 ans à Paris et en tournée en France.

### Cinéma / Télévision
Il fait ses débuts au cinéma en 2003 et donne la réplique à Richard Anconina dans le film Alive (rôle de Miguel). 
Il double également plusieurs séries télévisées Honey, Student Bodies et Pepper Ann.
En 2015 il intègre l'orchestre de l'émission Danse Avec Les Stars sur TF1 en tant que choriste.

### Comédies musicales
En 1996, il participe au spectacle musical Les Routes du soleil d'Alice Dona.
En 1998, il interprète le premier rôle masculin (Claude) dans la comédie musicale Hair au théâtre Mogador. 
Il se produit dans plusieurs troupes de music-hall à Paris et en tournée en France : Il était une fois Bobino en 1999 et au spectacle GMT au Casino de Trouville en 2000. 
En 2001, il devient la doublure de Pablo Villafranca (rôle de Josué) et de Pedro Alves (rôle d'Aaron) dans Les Dix Commandements au Palais des sports de Paris.
En 2005, il rejoint la troupe de la comédie musicale Le Roi Soleil où il est la doublure d'Emmanuel Moire dans le rôle du roi Louis XIV jusqu'en 2007.
En octobre 2011, il est à l'affiche du spectacle musical Peau d'âne au théâtre de la Madeleine, dans lequel il interprète le roi et père de Peau d'âne.
Professeur de chant/comédie au Conservatoire de Poissy (Yvelines), il rejoint en 2012 les bancs du Cours Florent en tant que coach vocal de la classe Comédie Musicale.

## Filmographie
- 2004 : Alive de Frédéric Berthe : Miguel